# Anne-Flore Rey
 (janvier 2019).
Si vous disposez d'ouvrages ou d'articles de référence ou si vous connaissez des sites web de qualité traitant du thème abordé ici, merci de compléter l'article en donnant les références utiles à sa vérifiabilité et en les liant à la section « Notes et références ».
Pour les articles homonymes, voir Rey.
Anne-Flore Rey, né le 2 février 1962, est une ancienne skieuse alpine française, originaire de Prapoutel.

## Coupe du monde
- Meilleur résultat au classement général : 20e en 1983
  - 1 victoire : 1 géant

### Saison par saison
- Coupe du monde 1979 :
  - Classement général : 60e
- Coupe du monde 1980 :
  - Classement général : 73e
- Coupe du monde 1981 :
  - Classement général : 45e
- Coupe du monde 1982 :
  - Classement général : 44e
- Coupe du monde 1983 :
  - Classement général : 20e
    - 1 victoire en géant : Mont Tremblant
- Coupe du monde 1984 :
  - Classement général : 47e
- Coupe du monde 1985 :
  - Classement général : 45e
- Coupe du monde 1986 :
  - Classement général : 34e
- Coupe du monde 1987 :
  - Classement général : 50e